# (4046) Swain
(4046) Swain ist ein Hauptgürtelasteroid, der am 7. Oktober 1953 vom Goethe-Link-Observatorium aus entdeckt wurde.
Der Asteroid wurde nach dem Mathematiker Joseph Swain (1857–1927) benannt.